# کلینیک پزشکی بیلور تین
کلینیک پزشکی بیلور تین (به انگلیسی: Baylor Teen Health Clinic) بیمارستانی غیرانتفاعی در شهر هیوستون کشور ایالات متحده آمریکا است است.